# 라이언 로스

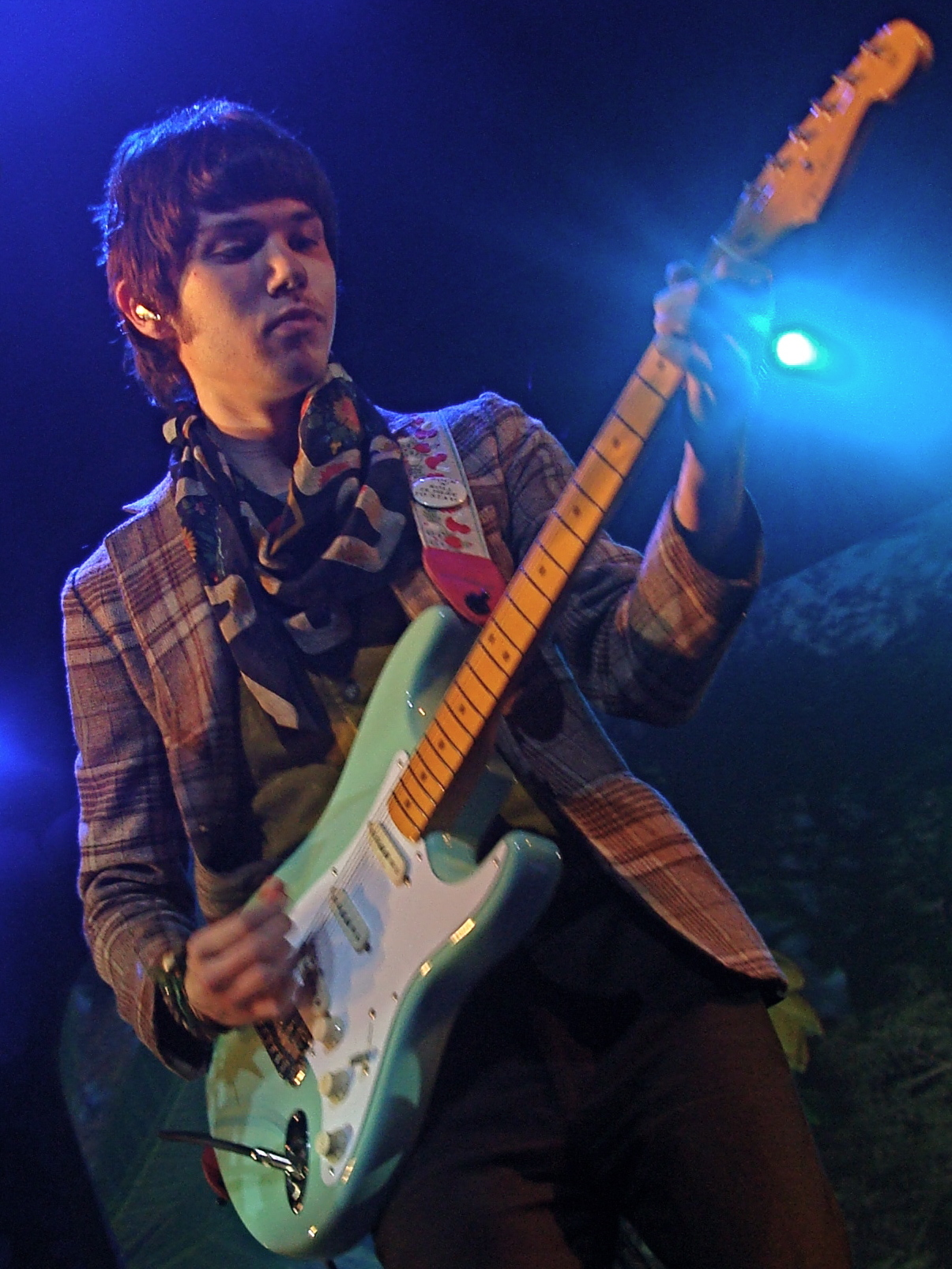

조지 라이언 로스 3세(Ryan_Ross George Ryan Ross Ⅲ, 1986년 8월 30일 ~ )는 미국 라스베이거스에서 결성된 록 밴드 패닉 앳 더 디스코의 전 기타리스트 겸 작사가였으며, 현재 더 영 베인즈의 보컬과 기타를 맡고 있다.

## 일대기
1986년 8월 30일 네바다 라스베이거스에서 태어났다. 네바다 대학교 영문학과에 장학생으로 입학하였으나 밴드 활동에 매진하기 위하여 한 학기를 이수한 후 중퇴하였다.
2004년부터 2009년까지 패닉! 앳 더 디스코의 기타리스트 겸 작사가로 활동하던 중 음악적 견해 차를 이유로 2009년 7월 6일, 존 워커와 함께 밴드를 탈퇴하였다. 탈퇴 후 한 때 더 영 베인즈에서 보컬 겸 기타리스트로 활동했으며, 현재는 솔로로 활동중이다.

## 참조
1. ↑  Ryan Ross (III) - Biography